# Novîi Zavod, Cervonoarmiisk
Novîi Zavod (în ucraineană Новий Завод) este localitatea de reședință a comunei Novîi Zavod din raionul Cervonoarmiisk, regiunea Jîtomîr, Ucraina.

## Demografie
Componența lingvistică a localității Novîi Zavod
     Ucraineană (97,24%)
     Rusă (1,55%)
     Alte limbi (0,17%)
Conform recensământului din 2001, majoritatea populației localității Novîi Zavod era vorbitoare de ucraineană (97,24%), existând în minoritate și vorbitori de rusă (1,55%) și polonă (1,04%).